# Râul Împuțita
Râul Împuțita sau Râul Puturoasa este un curs de apă, afluent al râului Buhalnița din județul Iași. 